# Lepidostoma denningi
Lepidostoma denningi är en nattsländeart som beskrevs av Weaver 1988. Lepidostoma denningi ingår i släktet Lepidostoma och familjen kantrörsnattsländor. Inga underarter finns listade i Catalogue of Life.